# 九龍巴士98A線
九龍巴士98A線是香港一條專利巴士路線，來往坑口（北）及牛頭角站，途經寶林、翠林邨、康盛花園、馬游塘、上秀茂坪及觀塘市中心，以循環線形式運作，每日清晨至午夜提供服務。
九龍巴士98B線是98A線的特別班次，由坑口（北）單向前往觀塘市中心，不停寶琳路而途經將軍澳隧道，只在星期一至五上午繁忙時間服務。
本線是全港最後4條設有非空調巴士行走的路線之一（另外3條為5A、16和93K），亦是香港史上最後一條全冷的循環線。
本線與服務日出康城的九龍巴士98線，以及服務尚德邨的九龍巴士296A線同為來往觀塘道及將軍澳新市鎮的全日巴士線，惟本線取道中途站更多的寶琳路、寶琳北路及秀茂坪道往來觀塘及將軍澳，而兩線則取道將軍澳隧道直達往來觀塘及將軍澳，另本線整體班次比296A為疏，且本線往牛頭角站方向的收費比296A貴$1.0。

## 歷史
1980年代末，正值將軍澳新市鎮開發階段，包括寶林邨、翠林邨、康盛花園等公營房屋入伙令人口上升，巴士公司先後開辦多條接駁市區的巴士路線服務該些區域。而位於寶林邨東南面的景林邨，以及位於原鴨仔灣之上的坑口部份，亦緊接發展成為住宅區。1990年，將軍澳大量土地仍待平整，加上區內不斷有人口遷入，造就本線開辦，成為坑口第二條來往九龍市區的巴士路線，亦標誌著坑口的陸路公共交通進入了新時代。
隨著新市鎮人口不斷遞增，本線客量增長速度相當驚人。昔日位於觀塘（裕民坊）巴士總站和觀塘站巴士總站的候車處，從早到晚均可見長長的人龍，好像巴士班次如何的頻密，也未能將之消減，巴士公司唯有開辦輔助班次，由不同分站接載乘客，或提供特快服務，取道將軍澳隧道往返兩區，以紓緩原有班次的壓力。
1998年初，往返將軍澳尚德邨及觀塘的九龍巴士296A線開辦，由於觀塘市中心一帶的巴士總站無法讓更多巴士停泊，故以裕民坊作為其循環線站點。可是，一條小小的裕民坊幾乎就被這兩條將軍澳巴士路線堵塞了，有見情況日益嚴重，巴士公司翌年把296A線改往地鐵（現稱港鐵）牛頭角站，不再駛經裕民坊，沿觀塘道直駛至近雅麗道的橋下調頭處折返。改道後的效果相當理想，裕民坊交通情況得以改善外，新市鎮乘客亦可更快到達鐵路車站，再加上在2000年推行香港首個非試驗性質的八達通巴士轉乘計劃，令296A線同時成為尚德邨一帶居民往返九龍及新界各地的主要途徑。巴士公司為進一步改善裕民坊及其巴士總站的交通狀況，決定由2001年3月起，把98A線改以牛頭角站作為循環線站點，並同時對觀塘道沿線巴士站作出適當調動，以應付新增的巴士停站流量。
2002年，鐵路網絡覆蓋到將軍澳新市鎮，98A線客源開始有所轉變，由以往作為將軍澳新市鎮往返觀塘的鐵路接駁工具，漸漸轉為服務秀茂坪、康盛花園及翠林邨一帶往返觀塘市中心及將軍澳新市鎮的乘客；大部分的特別班次亦因應客量減少，在地鐵將軍澳綫通車後陸續取消，目前只有平日早上繁忙時間由坑口單向前往觀塘鐵路站（經將軍澳隧道）的特別班次。
其後，由於往返觀塘的巴士需求日增，在觀塘道停站的巴士數目不斷上升，觀塘站、觀塘市中心和創紀之城一帶的道路常因巴士停站堵塞車輛。為解決擠塞問題，在2005年，98A線原位於觀塘工業中心近觀塘站的巴士站遷往當時新落成的創紀之城5期（apm）門外；而位於觀塘市中心的東行巴士站，卻經常因候車乘客眾多，巴士停站時間加長而引起交通阻塞，形成惡性循環，特別在本線改為循環線模式運作後，行車時間易受路面交通狀況影響（尤以觀塘站迴旋處為甚），導致班次不穩定，乘客多年來一直對此不滿，經區議員向有關當局和部門反映意見後，終在2009年12月起加開黃昏特別班次，由牛頭角站開出接載乘客。
而平日早上往觀塘站的特別班次，由2010年9月6日起，在駛經觀塘道近觀塘工業中心後，改為依常規路線駛往觀塘道西行，沿雅麗道的橋下調頭處掉頭往觀塘道東行近牛頭角鐵路站，經觀塘市中心後以觀塘站巴士總站作終站。

### 年表
- 1990年7月26日：本線開辦，來往觀塘（裕民坊）及坑口（北），全程收費$2.0。
- 1991年2月1日：增設平日早上由坑口（北）經將軍澳隧道往觀塘地鐵站的特別班次，假日不設服務。
- 1991年3月31日：九巴調整車費，全程收費增至$2.3，加幅達15%。
- 1991年6月1日：增設平日早上由觀塘地鐵站經將軍澳隧道往坑口（北）的特別班次，假日不設服務。
- 1993年4月5日：九巴調整車費，全程收費增至$2.6，加幅逾13%。
- 1993年4月7日：增派空調巴士行走，空調全程收費$3.7，非空調收費維持不變。
- 1994年4月1日：九巴調整車費，全程收費增至$3.0（非空調）／$4.2（空調），加幅分別逾13%及15%。
- 1995年11月27日：增設平日黃昏由觀塘往坑口北，途經將軍澳隧道的特別班次。
- 1996年4月4日：九巴調整車費，全程收費增至$3.3（非空調）／$4.6（空調），加幅介乎9.5%-10%。
- 1997年12月1日：九巴調整車費，全程收費增至$3.5（非空調）／$4.9（空調），加幅逾6%。
- 2001年3月25日：改為循環線模式運作，往返坑口（北）及牛頭角地鐵站，來回程駛經觀塘道，不再途經裕民坊，同時與6條往返觀塘和新界區的巴士路線增設八達通轉乘計劃，路線包括38、70P、70X、74X、89X及269C。
- 2002年1月27日：八達通轉乘計劃擴展至大部份途經觀塘道的九巴路線，包括1A、3D、11B、11C、11D、14、15、16、17、40、42C、62X、74A、80、80P、80X、83X、89C、89D、89P、215X、259D。
- 2002年9月16日：因地鐵將軍澳綫通車後客量下降，取消平日早上由觀塘地鐵站往坑口（北）的特別班次。
- 2002年10月28日：因特別班次客量持續下降，取消平日黃昏由觀塘地鐵站往坑口（北）的特別班次，並縮減平日早上由坑口（北）往觀塘地鐵站的特別班次至每日四班。
- 2006年5月8日：往坑口（北）方向改經欣景路，此乃試驗計劃，為期三個月。
- 2006年7月24日：因應乘客要求，往坑口（北）方向重新駛經寶琳北路，不經欣景路。
- 2008年6月8日：九巴調整車費，全程收費增至$3.7（非空調）／$5.2（空調），加幅約6%。
- 2009年12月20日：增設平日星期一至五下午由牛頭角鐵路站往坑口（北）之特別班次，假日不設服務，並加密常規班次。
- 2010年9月6日：晨早特別班次繞經牛頭角鐵路站，但仍以觀塘鐵路站作終站。
- 2011年5月15日：九巴調整車費，全程收費增至$3.9（非空調）／$5.4（空調）。
- 2012年5月9日：本線改為全空調服務，成為最後一批新界東路線，以至全港最後一批專利巴士路線改為全空調服務，亦象徵由1921年香港首部巴士投入服務起，服務香港接近一個世紀的非空調巴士，正式告別香港專利巴士行列[6]。
- 2013年3月17日：九巴調整車費，全程收費增至$5.8。
- 2014年7月6日：九巴調整車費，全程收費增至$6.1。
- 2015年9月5日：增設到站時間預報。[7]
- 2016年2月29日：往觀塘鐵路站途經將軍澳隧道的晨早特別班次減至三班。[8]
- 2016年4月23日：往牛頭角鐵路站方向增設寶琳路「茅湖仔」站。[9]
- 2019年10月8日：兩班途經將軍澳隧道往觀塘站的晨早特別班次延伸至康城站，並改稱98B線。[10][11]
- 2021年5月1日：98A線晨早特別班次及98B線加停將軍澳隧道巴士轉乘站，並增設八達通轉乘優惠。[12]
- 2021年7月12日：98B線縮短至坑口（北），並與98A線晨早特別班次合併。[13]
- 2022年2月14日：98A線提早頭班車開出時間至05:30。[14]
- 2022年8月29日：98B線除了07:30開出班次外，其餘班次改經寶順路直接前往將軍澳隧道，不經寶林。[15]
- 2023年2月13日：因應觀塘站巴士總站工程，98B線改以觀塘道「觀塘市中心」站為終點[16]。
- 2024年9月30日：98B線取消所有不經寶林之班次。[17]

## 服務時間及班次
98A常規班次
| 坑口（北）（將軍澳醫院）開 | 坑口（北）（將軍澳醫院）開 | 坑口（北）（將軍澳醫院）開 |
| 日期                       | 服務時間                   | 班次（分鐘）               |
| -------------------------- | -------------------------- | -------------------------- |
| 星期一至五                 | 05:30-06:20                | 10                         |
| 星期一至五                 | 06:20-07:56                | 8                          |
| 星期一至五                 | 07:56-09:46                | 10                         |
| 星期一至五                 | 09:46-10:12                | 13                         |
| 星期一至五                 | 10:12-13:00                | 12                         |
| 星期一至五                 | 13:00-15:00                | 15                         |
| 星期一至五                 | 15:00-17:00                | 12                         |
| 星期一至五                 | 17:00-18:50                | 11                         |
| 星期一至五                 | 18:50-22:50                | 12                         |
| 星期一至五                 | 22:50-00:05                | 15                         |
| 星期一至五                 | 00:05-00:45                | 20                         |
| 星期六                     | 05:30-06:00                | 15                         |
| 星期六                     | 06:00-07:00                | 12                         |
| 星期六                     | 07:00-13:00                | 10                         |
| 星期六                     | 13:00-16:00                | 12                         |
| 星期六                     | 16:00-17:00                | 10                         |
| 星期六                     | 17:00-18:20                | 8                          |
| 星期六                     | 18:20-20:00                | 10                         |
| 星期六                     | 20:00-21:00                | 12                         |
| 星期六                     | 21:00-22:45                | 15                         |
| 星期六                     | 22:45-00:45                | 20                         |
| 星期日及公眾假期           | 05:30-06:10                | 20                         |
| 星期日及公眾假期           | 06:10-08:10                | 15                         |
| 星期日及公眾假期           | 08:10-09:10                | 12                         |
| 星期日及公眾假期           | 09:10-12:00                | 10                         |
| 星期日及公眾假期           | 12:00-16:00                | 12                         |
| 星期日及公眾假期           | 16:00-20:00                | 10                         |
| 星期日及公眾假期           | 20:00-22:00                | 12                         |
| 星期日及公眾假期           | 22:00-22:45                | 15                         |
| 星期日及公眾假期           | 22:45-00:45                | 20                         |

98A特別班次
- 牛頭角站 → 坑口（北）
  - 星期一至五：18:00、18:25、18:50、19:20

98B
- 坑口（北）→ 觀塘市中心
  - 星期一至五：07:30

98A特別班次及98B線星期六、日及公眾假期不設服務

## 收費
98A/98B
全程：$6.8
- 坑口（北）往馬游塘村（98A）／寶康公園（98B）或之前：$5.6
- 安達臣道往坑口（北）：$5.6（只適用於98A線）

| - 本線設有12歲以下小童及65歲或以上長者半價優惠。 - 65歲或以上香港居民使用「樂悠咭」，以及12歲以下合資格殘疾兒童使用「殘疾人士身份」個人八達通繳付車資，均可享有每程$2.0或半價（以較低者為準）的票價優惠；12至64歲合資格殘疾人士使用「殘疾人士身份」個人八達通（包括「樂悠咭」），以及60至64歲香港居民使用「樂悠咭」繳付車資，均可享有每程$2.0或全費（以較低者為準）的票價優惠。 - 65歲或以上長者如使用長者或一般個人八達通繳付車資，則只可享有半價優惠；12至64歲合資格殘疾人士如不使用「殘疾人士身份」個人八達通，以及60至64歲人士如不使用「樂悠咭」繳付車資，必須繳付全費。 - 乘客可以現金或八達通於上車時付款，不設找續。 - 每位成人乘客可免費攜帶最多兩名4歲以下而不佔座位的兒童乘客乘車，超額之4歲以下小童必須繳付小童車費乘車。 - 持有「九巴月票」之乘客在車票有效期內，每日可享最多10程任何九龍巴士及龍運巴士路線（包括本路線，以及聯營路線的九龍巴士／龍運巴士提供的班次；惟乘搭機場「A」及「NA」線則可享原價二七折優惠（不會計算每天10次合資格車程））；而B1線則每日可享最多各2程（不會計算每天10次合資格車程）。 - 九龍巴士、城巴、龍運巴士及陽光巴士全職員工及家屬（不包括外判職員）可免費乘搭本路線，惟必須拍職員或職員家屬八達通。 - 乘客亦可透過多元化電子支付系統（e度嘟）繳付車資，包括使用非接觸式VISA卡、JCB卡、萬事達卡、銀聯卡、美國運通、大來國際、Discover Card、Apple Pay、Google Pay、Samsung Pay、AlipayHK「易乘碼」、支付寶、WeChatHK／微信支付「搭車碼」、銀聯雲閃付「乘車碼」及BOC Pay「乘車碼」。乘客使用此付款方式，使用此支付方式的乘客可享有中途下車之分段收費，以及與其他九巴／龍運獨營路線或聯營線九巴／龍運班次之轉乘優惠，惟不適用於與非九巴／龍運路線之轉乘優惠，亦不能享有「公共交通費用補貼計劃」及「長者及合資格殘疾人士公共交通票價優惠計劃」。 - 帶粗體字者為雙向分段收費，乘客必須使用八達通（九巴月票除外）上車拍卡繳費，並於下車前後於指定巴士站裝設拍卡機確認八達通，方可享有分段收費優惠。 |

### 八達通轉乘優惠
乘客登上本線後150分鐘內以同一張八達通卡轉乘以下路線，或從以下路線登車後150分鐘內以同一張八達通卡轉乘本線，次程可獲$4.2車資折扣優惠：
98A/B↔將軍澳區內路線
- 98A往坑口 → 91M任何方向、296M往康盛花園或298/298E/298F往百勝角／將軍澳工業邨
- 91M任何方向、296M往坑口站或298/298E/298F往坑口站 → 98A/B往牛頭角站

98A/B↔九龍市區路線
- 98A/B往牛頭角站 → 1A、3D、11B、11C、11D、14、15/15X、16、17、215X/P往黃大仙區／九龍城／油尖旺、16M往藍田或213B/213M/213S往安泰／安達邨
- 1A、3D、11B、11C、11D、14、15/15X、16、16M、17、213B/213M/213S、215X往觀塘／藍田或16M往觀塘 → 98A往坑口

98A/B↔新界區路線
- 98A/B往牛頭角站 → 38、40/40A、40P、42C、62X、74A、74X/74B/74D/74E/74F/74P/274X、80、80X、83X、88X、89C、89D、89X、258D/258P、259D、268C/268A/268P、69C/269C/269S或277X/277E/277P/277A往新界
- 38、40/40A、40P、42C、62X、74A、74X/74B/74C/74D/74E/74P、80/80P、80X、83A/X、88X、89C、89D/89P、89X、91P/291P、258D/258A/258P/258S、259D、268C/268A/268P、69C/269C/269S或277X/277E/277P/277A往九龍 → 98A往坑口

本線↔258D/259D可同時享用屯門公路轉車站轉乘優惠
本線↔69C/268A/268C/269C可同時享用大欖隧道轉乘優惠

### 將軍澳隧道轉乘優惠
以上轉乘優惠只適用於98B線

## 用車演變史
98A線為最後4條設有非空調巴士服務的專營巴士路線之一，最後兩班非空調班次抵達坑口（北）後，兩名車長於「熱狗」前讓市民及巴士迷拍照留念，共同在總站內見證歷史時刻。
此路線開線時已派出利蘭奧林比安（S3BL）、都城嘉慕（S3M）及丹尼士巨龍（S3N）11米三軸巴士行走。截至2012年，此路線仍有一輛非空調巴士掛牌車（為丹尼士巨龍11米S3N362／GA4829），但該非空調巴士為長期收車字軌，在2012年亦只曾派出熱狗行走兩天，因此此路線一般情況下與全冷路線無異。5月9日，正式改為全空調服務，僅餘的一輛非空調巴士（S3N362）被一輛富豪奧林比安（AV511／HU106）取代。
而此路線則於1993年首次加入丹尼士巨龍11米（AD）空調巴士行走，在1996年改以斯堪尼亞N113 11米（AS）為主力。踏入廿一世紀，加入富豪超級奧林比安12米（3ASV）低地台巴士，同時非低地台巴士改派富豪奧林比安12米（3AV）行走。
此路線在2015年因測試選擇性催化還原器設備關係，加入Enviro500（ATE）直梯巴士行走，以測試性能，同年6月全面低地台化。隨後更加入富豪B9TL（AVBWU）及Enviro500 MMC（ATENU）行走。

## 使用車輛
現時本線派車為1輛亞歷山大丹尼士Enviro 500 MMC 12米（E5T）及14輛富豪B9TL 12米（AVBWU）雙層空調巴士，均屬將軍澳車廠。
| 車隊編號 | 車牌   |
| -------- | ------ |
| AVBWU54  | PS9280 |
| AVBWU189 | PY5301 |
| AVBWU230 | RG2610 |
| AVBWU276 | RJ7579 |
| AVBWU299 | SL2641 |
| AVBWU352 | SY9782 |
| AVBWU414 | TM1015 |
| E5T2     | TV7180 |
| AVBWU514 | UU5146 |
| AVBWU582 | UX3260 |
| AVBWU600 | UY 301 |
| AVBWU611 | UY3949 |
| AVBWU647 | UZ9874 |
| AVBWU760 | VF6174 |
| AVBWU780 | VH7125 |

## 行車路線
98A
經：寶寧路、坑口道迴旋處、寶寧路、常寧路、重華路、培成路、坑口站公共運輸交匯處、名成街、常寧路、寶寧路、寶琳北路、寶琳路、秀茂坪道、將軍澳道、茶果嶺道、鯉魚門道、觀塘道、支路、觀塘道、觀塘站公共運輸交匯處、鯉魚門道、將軍澳道、秀茂坪道、寶琳路、寶琳北路、寶寧路、常寧路、重華路、培成路、坑口站公共運輸交匯處、名成街、常寧路及寶寧路。
斜字為黃昏特別班次的途經道路。
98A線各班次之具體停站請參考資訊框
98B
經：寶寧路、坑口道迴旋處、寶寧路、常寧路、重華路、培成路、坑口站公共運輸交匯處、名成街、常寧路、寶寧路、寶琳北路、寶康路、將軍澳隧道公路、將軍澳隧道、將軍澳道、茶果嶺道、鯉魚門道、觀塘道、支路及觀塘道。
98B線各班次之具體停站請參考資訊框

## 全空調服務前一日
在「熱狗」最後行走當日（2012年5月8日），本線與93K線再次派出熱狗行走，當晚19:55分的「熱狗最後循環」，由時任掛牌車（S3N362／GA4829）與加班車（S3V21／GK9583）負責並同時離開坑口北總站。在路程中，兩車乘客曾經因爬頭等原因而互相歡呼。當兩輛熱狗巴士完成最後循環回歸坑口（北）總站後，兩車車長均站在兩車中間，讓巴士迷拍照留念，才將巴士駛回車廠(GA4829後來前往16線支援尾班熱狗)。由於時間許可，不少巴士迷拍畢本線最後熱狗班次後，均選擇前往寶林總站拍攝93K的最後熱狗巴士班次。

## 使用狀況
在港鐵將軍澳線通車前，本線客量不俗，甚至要加班及增設經將軍澳隧道的特別班次，以紓緩原有班次的壓力。但是港鐵將軍澳綫通車後，本線並沒有全日改經將軍澳隧道加以提速，縱使乘搭港鐵往返將軍澳及觀塘需要轉車，但仍較乘搭此路線繞經山路的班次快捷，全程收費/分段收費較其他同區巴士線昂貴而致競爭力下降，尤其是寶琳與坑口的客量進一步下降。縱使乘客不欲選乘港鐵，也寧願選乘10M、102號小巴線等亦不選乘此路線。然而亦有部份乘客因其不用轉線前往上述地方之方便，加上本線和觀塘道其他非過海巴士路線設有轉乘優惠，故此繁忙時間以外亦有一定客量。現時本線主要服務對象為寶琳路沿線及秀茂坪居民往返觀塘市中心一帶，而當上述路線出現客滿時亦能起「執雞」作用，本線亦方便乘客前往將軍澳醫院。
運輸署在2021-2022年度巴士路線計畫建議直接將隧道班次全部命名為「98B」並把總站還原至坑口（北），但隨着將軍澳隧道轉車站落成卻使用率偏低，不少沿線區議員反建議98B應提升為全日服務甚至加車拆線，令寶琳與坑口享有全日廉價隧道直達線，以提升將軍澳隧道轉車站及觀塘道轉車站的使用率及吸引力。

## 資料來源
- http://www.681busterminal.com/98a.html （页面存档备份，存于）
- https://web.archive.org/web/20080420053918/http://how.hk/york/tko1.html

1. 1 2 3 4 5 6 7 8 9  此站設有拍卡機，下車乘客可到拍卡機領取車費回贈
2. 1 2 3  下車乘客可到位於培成路的拍卡機領取車費回贈
3. 1 2 3 4 5 6 7  此站設有拍卡機，下車乘客可到拍卡機領取車費回贈，只適用於往牛頭角站方向
4. 1 2  . 九龍巴士（一九三三）有限公司.   [2023-07-09]. （原始内容存档于2023-06-25） （中文（香港））.
5. 1 2  . 九龍巴士（一九三三）有限公司.   [2023-07-09]. （原始内容存档于2023-06-25） （中文（香港））.
6. ↑  九巴98A線全空調巴士服務 （页面存档备份，存于），九巴新聞稿，2012-05-07
7. ↑  九龍巴士（一九三三）有限公司，九巴及龍運再為79條路線增設巴士到站時間預報服務 （页面存档备份，存于）［新聞稿］，2015年9月5日。
8. ↑  九龍巴士（一九三三）有限公司，〈98A修訂行車時間表 （页面存档备份，存于）〉［乘客通告］，2016年2月24日。
9. ↑  九龍巴士（一九三三）有限公司，〈93M.98A.N293新增巴士站 （页面存档备份，存于）〉［乘客通告］，2016年4月20日。
10. ↑   (PDF).   [2019-10-04]. （原始内容存档 (PDF)于2021-04-11）.
11. ↑   (PDF).   [2019-10-04]. （原始内容存档 (PDF)于2019-10-06）.
12. ↑  九龍巴士（一九三三）有限公司，〈將軍澳隧道轉車站（往九龍方向）啟用 九巴14條路線設站及新增轉乘優惠 （页面存档备份，存于）〉［新聞稿］，2021年4月21日。
13. ↑   (PDF).   [2021-07-08]. （原始内容存档 (PDF)于2021-07-08）.
14. ↑  九龍巴士（一九三三）有限公司，〈98A 修訂行車時間表 （页面存档备份，存于）［乘客通告］，2022年2月10日
15. ↑  九龍巴士（一九三三）有限公司，〈98B 部份班次不經寶林 特快往觀塘 （页面存档备份，存于）［乘客通告］，2022年2月10日
16. ↑  14B, 16M, 93K, 98B更改行車路線及觀塘站巴士總站巴士站遷移/停用（页面存档备份，存于） 九龍巴士（一九三三）有限公司，2023年2月7日。
17. ↑  九龍巴士（一九三三）有限公司，91S直達觀塘市中心 （页面存档备份，存于）

- 郭炳華. . 香港: 80M巴士專門店. 2010年. ISBN 962-8686-95-X.
- 二十世紀新界（東）區巴士路線發展史

## 外部連結
- 九巴98A線官方網站路線資料 （页面存档备份，存于）